# Strephonota tephraeus
Espèce
Strephonota tephraeus est un papillon de la famille des Lycaenidae, de la sous-famille des Theclinae et du genre Strephonota.

## Dénomination
Strephonota tephraeus a été décrit par Carl Geyer en 1837 sous le nom de Bithys tephraeus.
Synonymes : Thecla faventia Hewitson, 1867; Thecla villia Hewitson, 1869; Thecla nippia Dyar, 1918; Dindyminotes tephraeus, Faynel, Brévignon & Johnson, 2003.

### Nom vernaculaire
Strephonota tephraeus se nomme Pearly-gray Hairstreak en anglais.

## Description
Strephonota tephraeus est un petit papillon d'une envergure de 22 mm à 22 mm aux antennes et aux pattes annelées de noir et de blanc, avec deux fines queues à chaque aile postérieure, une longue et ne plus courte.
Le dessus du mâle est bleu métallisé avec un apex marron à noir et une tache ovale marron orangé au 1/3 du bord costal des ailes antérieures, celui de la femelle est marron suffusé de bleu.
Le revers est gris clair, deux ocelles orange centrés de noir dont un en position anale et une tache bleu métallisé chez le mâle.

## Biologie
Strephonota tephraeus vole en plusieurs générations de mai à décembre au Mexique, mai à novembre dans le sud du Texas.

## Écologie et distribution
Strephonota tephraeus est présent dans le sud du Texas, au Mexique, au Costa Rica, à Panama, au Pérou, en Venezuela, au Surinam, en Guyana et en Guyane,.

### Biotope
Strephonota tephraeus réside en forêt tropicale le long des rivières.

### Protection
Pas de statut de protection particulier.